# Taormina
Taormina är en stad och kommun i storstadsregionen Messina, före 2015 i provinsen Messina, i regionen Sicilien på öns östra kust. Vackra omgivningar, ett bra klimat och många minnesmärken, bland annat en antik teater, har gjort staden till en populär turistort, inte minst för Europas kulturella elit och Italiens jetset. Kommunen hade 10 872 invånare (2017).

## Historia
Tauromenion var ursprungligen en sikelisk bosättning som erövrades av kartagerna 396 f.Kr. 358 f.Kr. koloniserades staden av flyktingar från Naxos, en närbelägen grekisk koloni som hade förstörts 403 f.Kr. Tauromenion styrdes därpå av tyranner, tillföll Rom 212 f.Kr. under andra puniska kriget och blev romersk koloni under Augustus. Staden fick då det latinska namnet Tauromenium. Från antiken finns välbevarade lämningar av bad, ett odeion och en teater.
Efter Romerska imperiets fall år 476 påbörjade Bysans konverteringen till kristendomen. Man utsåg Tauromenium till biskopssäte. Tauromenium intogs 902 av saracener, som döpte om staden till Almoezia och styrde den till år 1079. Då erövrades regionen av normanden Ruggero d'Altavilla, som gav tillbaka staden sitt latinska namn. Efter detta följde en period av tyskt styre på Sicilien under Henrik VI och Fredrik II. Påven tillsatte år 1266 Karl I av Anjou som kung av Sicilien. Invånarna i Taormina motsatte sig den nye franske kungen. Den 30 mars 1282 utbröt en revolt, "Sicilianska aftonsången", då man drev ut fransmännen från ön. Följden blev aragoniskt och spanskt styre som varade fram till 1713 då styret gick över till Savojen, sedan Österrike och sedan Spanien igen. Spanskt/napolitanskt styre fortlöpte fram till 3 augusti 1860 då staden intogs under den italienska Risorgimento av "de tusens expedition" (italienska Spedizione dei Mille).

## Turism och i kulturen
Staden är en populär turistort. På huvudgatan Corso Umberto ligger en mängd butiker, restauranger och barer. Många italienska modekedjor finns representerade på gatan. I de angränsande gränderna återfinns också många butiker och restauranger.
För att ta sig till havet och stränderna tar man enklast linbana eller buss. Man kan även promenera med för trappor till stranden, promenaden tar ca 20 minuter.
Det finns en stor mängd hotell i staden, allt från luxuösa femstjärniga hotell till enklare pensionat.
Taormina och dess omgivningar är kuperade. Strax ovanför själva Taormina ligger den mindre staden/byn Castelmola på nästan 500 meters höjd över havet. Den inspirerade Rune Andréasson till miljöerna i hans serie Bamse, där bland annat titelfigurens farmor bor på en liknande bergstopp.

### Evenemang
- Taormina arte (juni-augusti) är en kulturfestival med dans, sång och teater.
- Taormina Film Festival (juni)

## Galleri

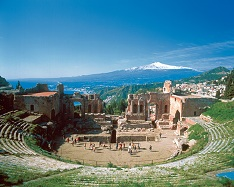
Den grekiska teatern i Taormina
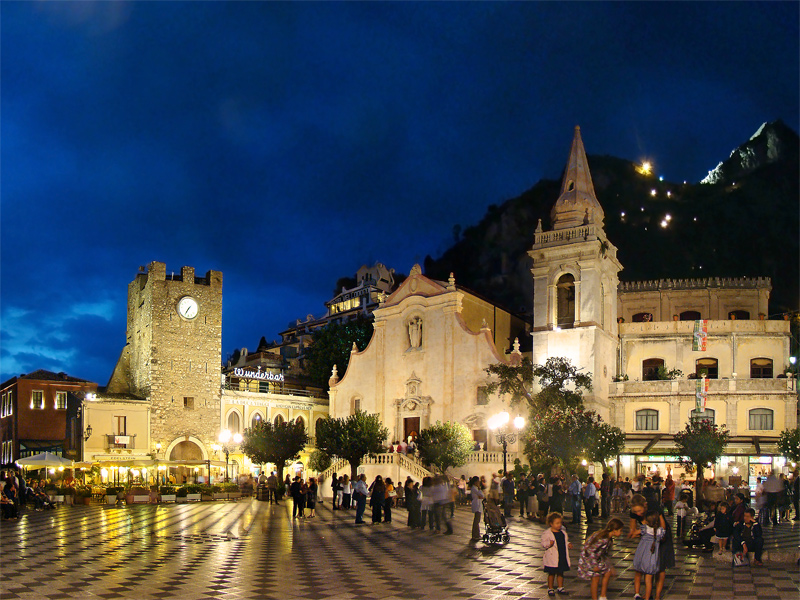
Piazza IX Aprile
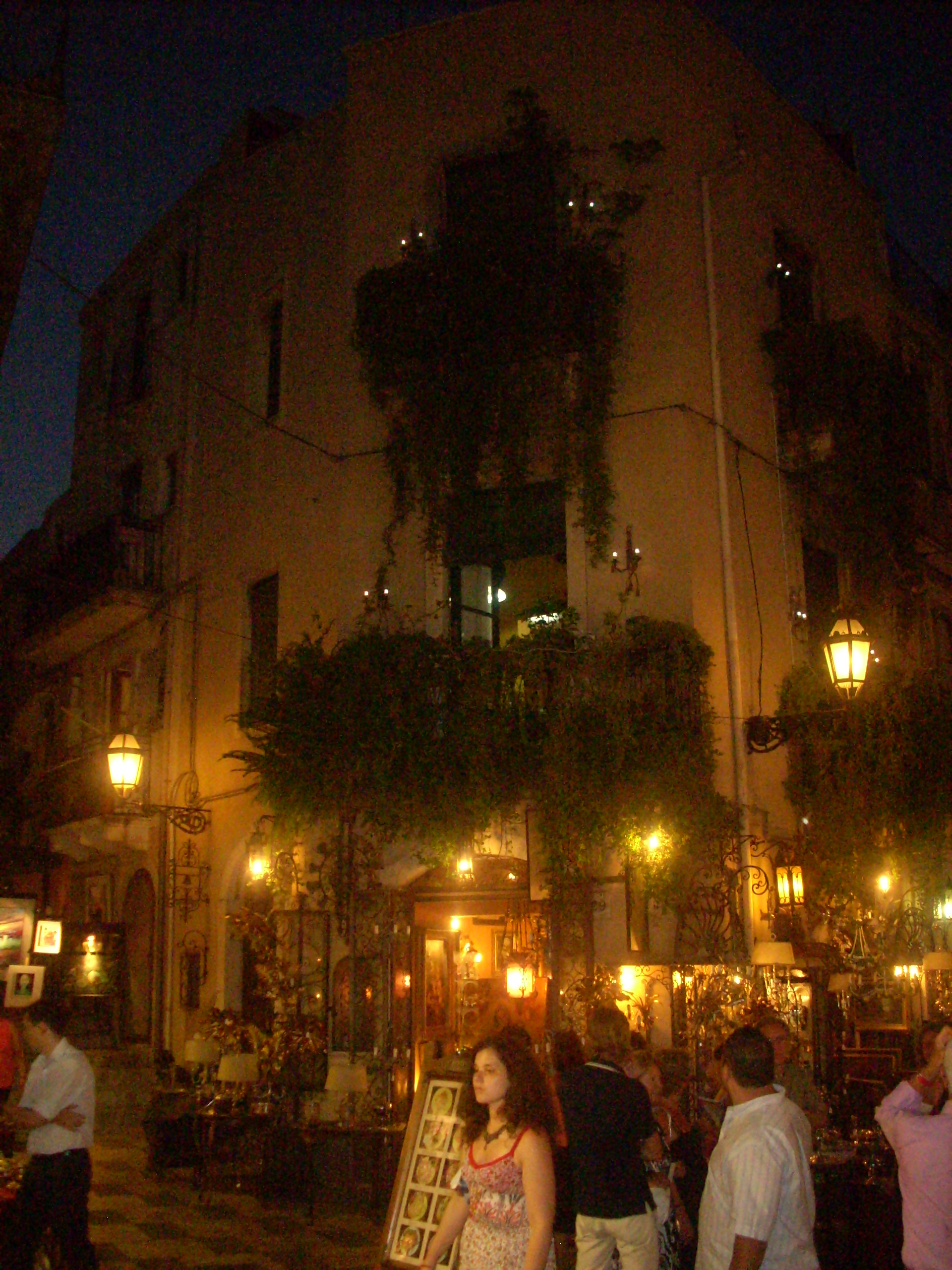
Antik shop i Taormina
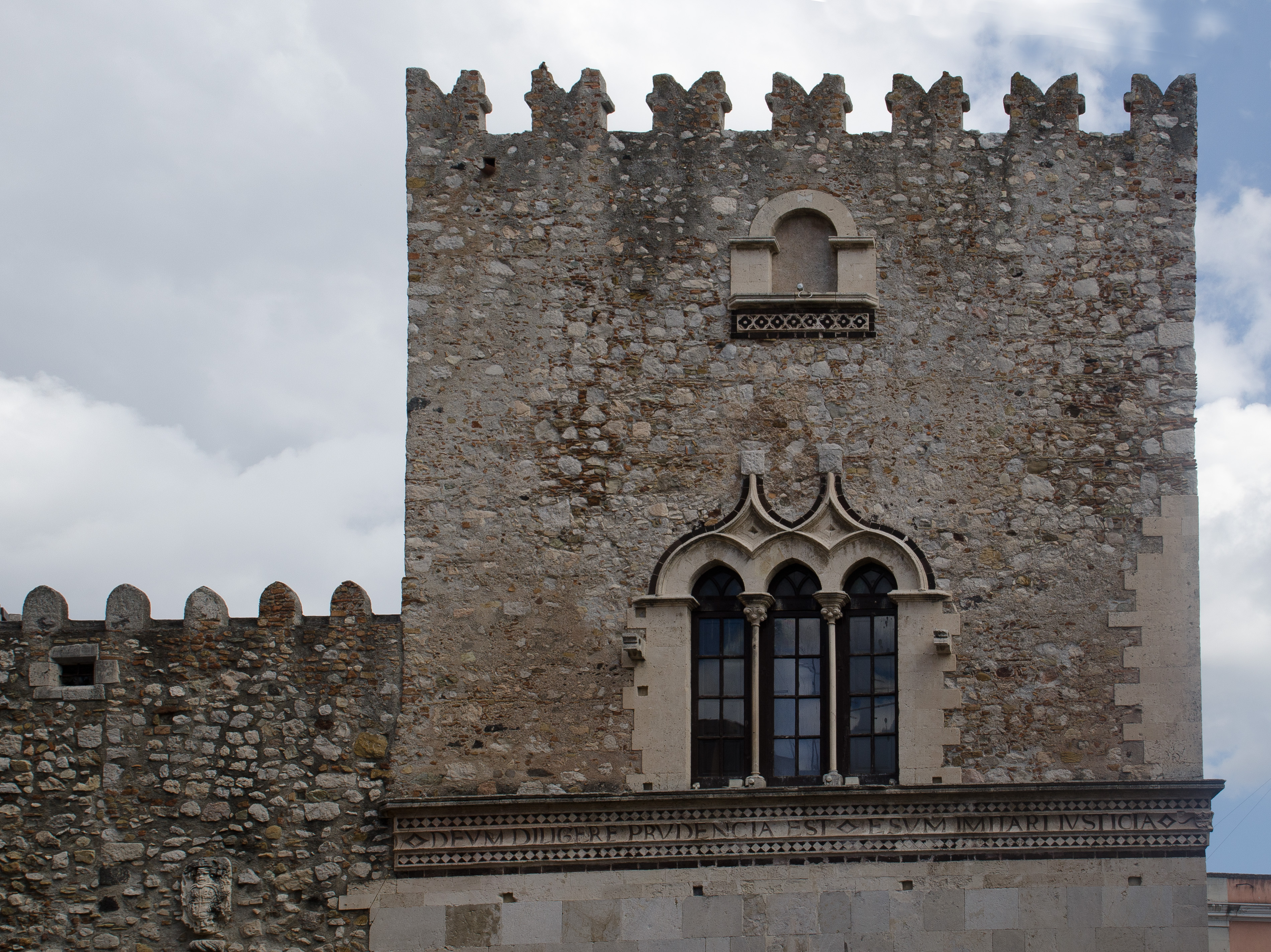
Corvaja Palace
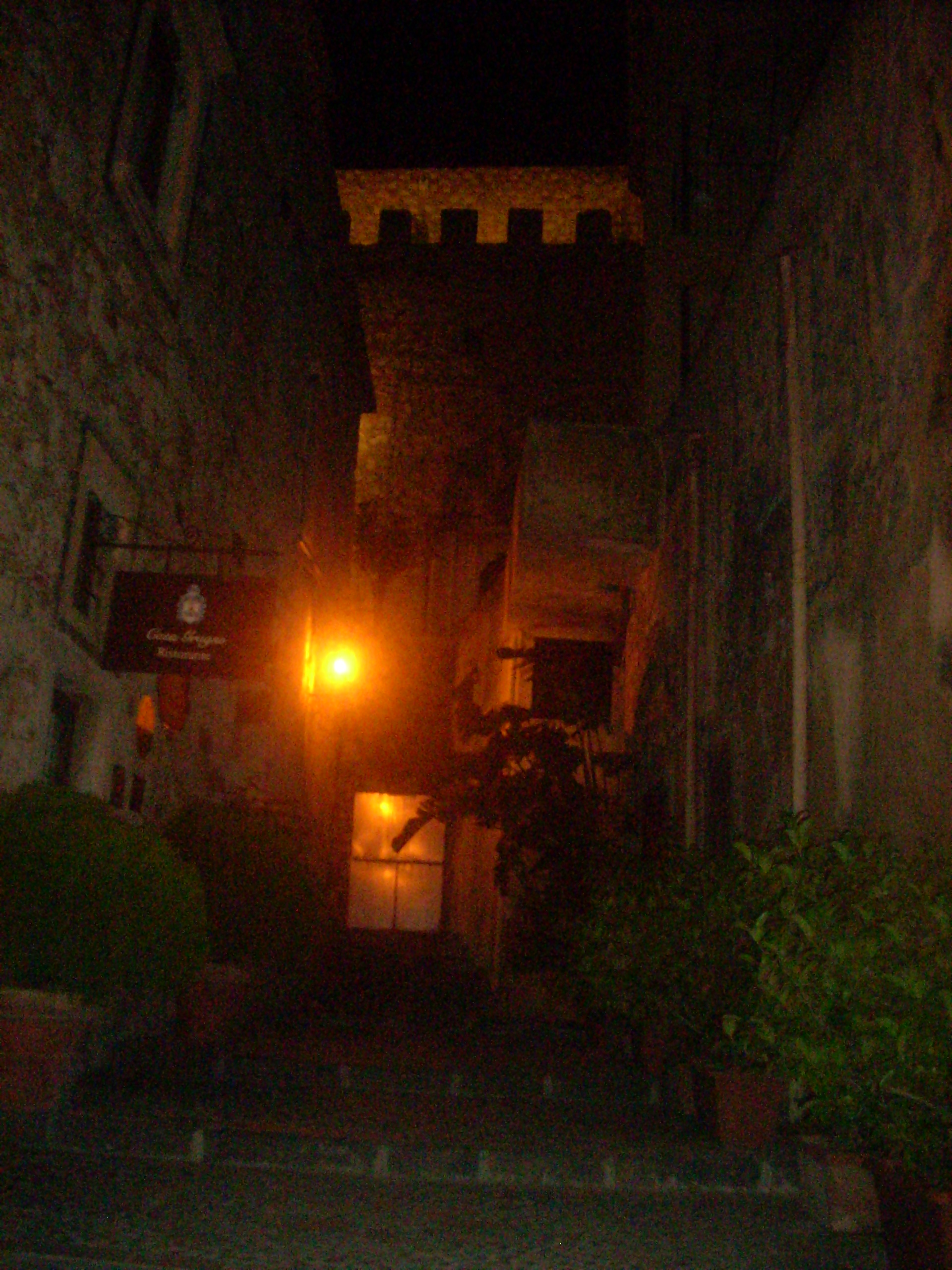
En traversa i Taormina
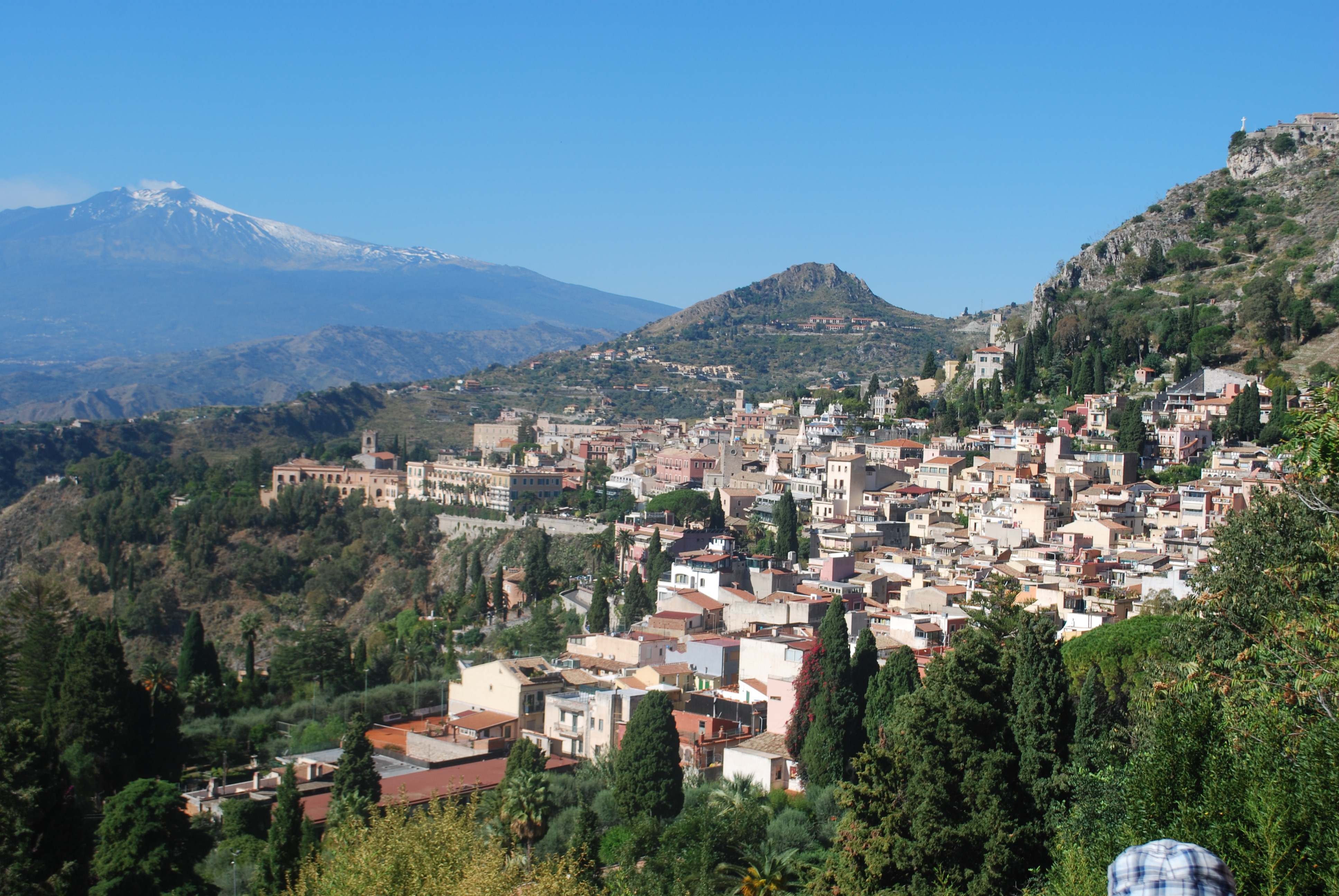
Vy från grekiska teatern med Mt. Etna i bakgrunden
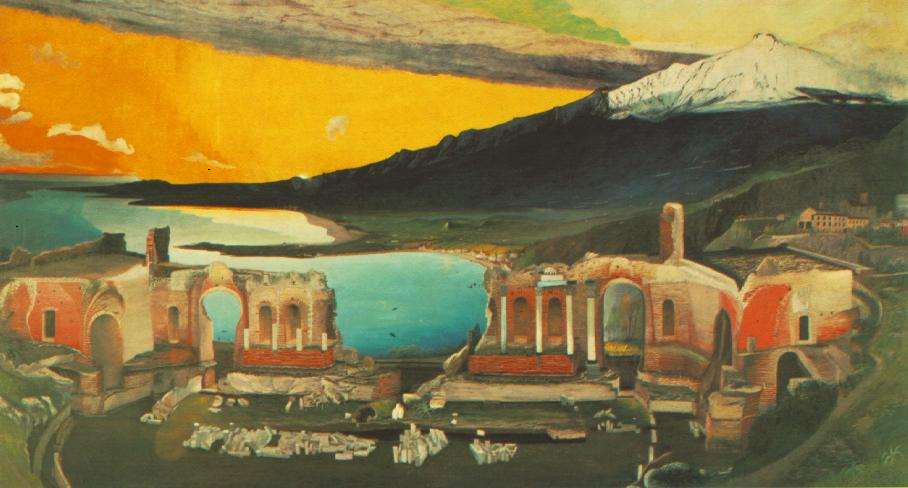
Ruinerna av grekisk-romerska teatern i målning av Tivadar Kosztka Csontváry (1904-1905)